# اغتيال (فلم 2015)
اغتيال (بالكورية: 암살) هو فيلم أكشن كوري جنوبي من بطولة جون جي هيون ولي جونغ جاي.تم عرض الفيلم في 22 يوليو 2015 وحقق إيرادات وصلت ل 90.9 مليون دولار.

## روابط خارجية
- مقالات تستعمل روابط فنية بلا صلة مع ويكي بيانات